# Transporte ferroviário na Suécia

A rede de transporte ferroviário da Suécia

A rede de linhas ferroviárias da Suécia tem uma extensão total de 15 600 km, dos quais a Direção Geral do Tráfego – Trafikverket – administra 14 200. 
Todas as linhas do país seguem a bitola padrão com 1 435 mm. 80% da rede está eletrificada.

## Linhas ferroviárias principais (stambanor)
Em 1854, o Parlamento da Suécia tomou a decisão de construir uma rede de "linhas ferroviárias principais" (stambanor).
A Linha do Oeste foi inaugurada em 1862, e a Linha do Sul em 1864.

Algumas destas "linhas ferroviárias principais" têm ainda o mesmo itinerário, embora tenham sido eletrificadas e adquirido via dupla, enquanto outras viram alterados os seus itinerários.

| Linha ferroviária principal Stambana                                              | Itinerário                                                             |
| --------------------------------------------------------------------------------- | ---------------------------------------------------------------------- |
| Linha do Oeste Västra stambanan                                                   | Estocolmo–Gotemburgo (453 km) por Katrineholm–Hallsberg–Laxå–Falköping |
| Linha do Sul Södra stambanan                                                      | Malmö–Katrineholm (483 km) por Lund–Linköping-Norrköping               |
| Linha do Leste Östra stambanan (Hoje em dia é considerada parte da Linha do Sul.) | Nässjö–Katrineholm (216 km) por Mjölby–Linköping–Norrköping            |
| Linha do Norte Norra stambanan                                                    | Gävle–Ånge (268 km) por Uppsala–Avesta Krylbo                          |
| Linha do Norte da Norrland Stambanan genom övre Norrland                          | Bräcke–Boden (629 km) por Långsele–Vännäs                              |
| Linha da Värmland Värmlandsbanan                                                  | Laxå–Fronteira da Noruega (209 km) por Karlstad–Kil–Charlottenberg     |

## Linhas ferroviárias da Suécia
As principais linhas ferroviárias da Suécia são:

- Arlandabanan
- Bastuträsk-Skelleftehamn
- Bergslagsbanan
- Blekinge kustbana - Linha costeira de Blekinge
- Bohusbanan - Linha de Bohus
- Bollnäs-Furudal
- Botniabanan - Linha de Bótnia
- Dalabanan - Linha de Dal
- Forsmo-Hoting
- Fryksdalsbanan - Linha de Fryksdal
- Godsstråket genom Bergslagen
- Godsstråket genom Skåne
- Halmstad-Nässjö
- Haparandabanan
- Inlandsbanan - Linha do Interior
- Jönköpingsbanan
- Kilafors-Söderhamn
- Kinnekullebanan - Linha de Kinnekulle
- Kontinentalbanan
- Kust till kust-banan - Linha de Costa a Costa
- Lommabanan
- Malmbanan - Linha do Minério
- Mellansel-Örnsköldsvik
- Mittbanan - Linha Central
- Morjärv-Karlsborgsbruk
- Mälarbanan
- Norge/Vänerbanan  Linha da Noruega-Vänern
- Norra stambanan - Linha do Norte
- Nynäsbanan
- Nässjö-Åseda
- Ostkustbanan - Linha da Costa Leste
- Piteåbanan - Linha de Piteå
- Sala-Eskilstuna-Oxelösund
- Simrishamnsbanan
- Staffanstorpsbanan
- Storuman-Hällnäs
- Stångådalsbanan
- Svealandsbanan - Linha da Svealand
- Södra stambanan   - Linha do Sul
- Tjustbanan
- Viskadalsbanan - Linha de Viskadal
- Värmlandsbanan
- Västkustbanan - Linha da Costa Oeste
- Västra stambanan - Linha do Oeste
- Ystadbanan
- Ådalsbanan - Linha de Ådalen
- Älmhult-Olofström
- Älvsborgsbanan - Linha de Älvsborg
- Örbyhus-Hallstavik
- Öresundsbanan - Linha de Öresund
- Östra stambanan – Linha do Leste